# Samoa Americane ai Giochi della XXXII Olimpiade
Le Samoa Americane hanno partecipato ai Giochi della XXXII Olimpiade, che si sono svolti a Tokyo, Giappone, dal 23 luglio all'8 agosto 2021 (inizialmente previsti dal 24 luglio al 9 agosto 2020 ma posticipati per la pandemia di COVID-19) con una delegazione di sei atleti, cinque uomini e una donna, impegnati in quattro discipline.

## Delegazione
| Sport             | Uomini | Donne | Totale |
| ----------------- | ------ | ----- | ------ |
| Atletica leggera  | 1      | -     | 1      |
| Nuoto             | 1      | 1     | 2      |
| Sollevamento pesi | 1      | -     | 1      |
| Vela              | 1      | -     | 1      |
| Totale            | 5      | 1     | 6      |

## Risultati

### Atletica leggera
| Q | Qualificato al turno successivo per la posizione in qualificazione                                                           |
| q | Qualificato per il turno successivo per ripescaggio o, negli eventi su campo, conquistando la misura minima per qualificarsi |

Maschile
Eventi su pista e strada
| Atleta          | Evento      | Preliminari | Preliminari | Batteria        | Batteria        | Semifinale      | Semifinale      | Finale          | Finale          |
| Atleta          | Evento      | Risultato   | Posizione   | Risultato       | Posizione       | Risultato       | Posizione       | Risultato       | Posizione       |
| --------------- | ----------- | ----------- | ----------- | --------------- | --------------- | --------------- | --------------- | --------------- | --------------- |
| Nathan Crumpton | 100 m piani | 11"27       | 9º          | Non qualificato | Non qualificato | Non qualificato | Non qualificato | Non qualificato | Non qualificato |

### Nuoto
Maschile
| Atleta      | Evento     | Batterie | Batterie  | Semifinali      | Semifinali      | Finale          | Finale          |
| Atleta      | Evento     | Tempo    | Posizione | Tempo           | Posizione       | Tempo           | Posizione       |
| ----------- | ---------- | -------- | --------- | --------------- | --------------- | --------------- | --------------- |
| Micah Masei | 100 m rana | 1'04"93  | 46º       | Non qualificato | Non qualificato | Non qualificato | Non qualificato |

Femminile
| Atleta         | Evento     | Batterie | Batterie  | Semifinali      | Semifinali      | Finale          | Finale          |
| Atleta         | Evento     | Tempo    | Posizione | Tempo           | Posizione       | Tempo           | Posizione       |
| -------------- | ---------- | -------- | --------- | --------------- | --------------- | --------------- | --------------- |
| Tilali Scanlan | 100 m rana | 1'10"01  | 23ª       | Non qualificata | Non qualificata | Non qualificata | Non qualificata |

### Sollevamento pesi
Maschile
| Atleta              | Evento | Strappo   | Strappo    | Slancio   | Slancio    | Totale | Classifica |
| Atleta              | Evento | Risultato | Classifica | Risultato | Classifica | Totale | Classifica |
| ------------------- | ------ | --------- | ---------- | --------- | ---------- | ------ | ---------- |
| Tanumafili Jungblut | 109 kg | 150 kg    | 13º        | 180 kg    | 12º        | 330 kg | 13º        |

### Vela
Maschile
| Atleta                    | Evento | Regata | Regata | Regata | Regata | Regata | Regata | Regata | Regata | Regata | Regata | Regata | Punteggio Totale | Punteggio Netto | Classifica |
| Atleta                    | Evento | 1      | 2      | 3      | 4      | 5      | 6      | 7      | 8      | 9      | 10     | M      | Punteggio Totale | Punteggio Netto | Classifica |
| ------------------------- | ------ | ------ | ------ | ------ | ------ | ------ | ------ | ------ | ------ | ------ | ------ | ------ | ---------------- | --------------- | ---------- |
| Adrian Hoesch Tyler Paige | 470    | 18     | 19     | 18     | 17     | 17     | 16     | 19     | 18     | 18     | 18     | EL     | 178              | 159             | 18ª        |